# Verkiezingen voor het Europees Parlement 1984/Kandidatenlijst/SGP, RPF en GPV
Hieronder volgt de kandidatenlijst voor de Europese Parlementsverkiezingen 1984 van SGP, RPF en GPV, een gezamenlijke lijst van de Staatkundig Gereformeerde Partij, Gereformeerd Politiek Verbond en Reformatorische Politieke Federatie.

## De lijst
1. Leen van der Waal
2. Rijk van Dam
3. Eimert van Middelkoop
4. Gerrit Jan Smit
5. J. Huizinga
6. Hans Blokland
7. A.K. van der Staay
8. A.W. Biersteker
9. S. de Vries
10. Gerrit Holdijk
11. A. Kadijk
12. M.P.H. van Haeften
13. G. van den Berg
14. J.H. van Schaik
15. J.P. de Vries
16. H.G. Barendregt
17. Peter van Dalen
18. W. Haitsma
19. G. Versteeg
20. A.W.J. Schoo
21. L. Feijen
22. M. Houtman
23. G. Meijer
24. L.C. Groen
25. M. Burggraaf
26. P. Langeler
27. G. Nederveen
28. P. Mulder
29. G. Broere
30. Bart Verbrugh